# Ludwig von Borstell

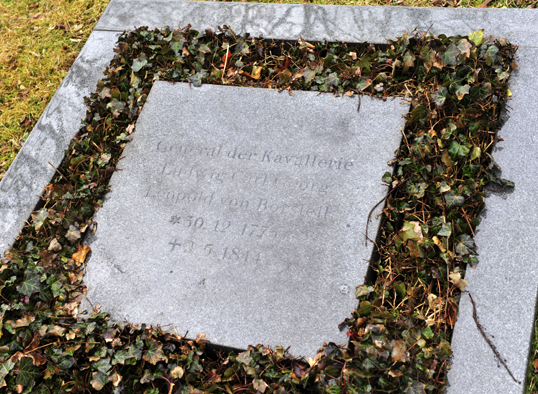
Ludwig Carl Georg Leopold von Borstell, gravsten på Alter Garnisonsfriedhof i stadsdelen Mitte i Berlin.

Karl Heinrich Ludwig von Borstell, född 30 december 1773 i Tangermünde och död 9 maj 1844 i Berlin, var en tysk militärofficer.
Borstell var officer vid kavalleriet, blev överste 1809, generallöjtnant 1814, general 1816 och erhöll avsked 1840. von Borstell deltog med utmärkelse i 1806 och 1813-14 års fälttåg, särskilt i slaget vid Grossbeeren 23 augusti 1813, och var 1815 armékårschef under Gebhard Leberecht von Blücher. För bristande stränghet i samband med bestaffandet av ett myteri dömdes von Borstell till 4 års fästning men benådades snart och blev 1816 armékårschef i Königsberg. 1825-40 var han generalguvernör i Koblenz.